# Доналд Уилямс
Доналд Едуард Уилямс (на английски: Donald Edward Williams) е капитан от USN, тест пилот и астронавт на НАСА, участник в два космически полета.

## Образование
Доналд Уилямс завършва колежа Otterbein High School, Индиана през 1960 г. През 1964 г. завършва университета Пардю, Индиана с бакалавърска степен по инженерна механика. През 1973 г. завършва Националния генералщабен колеж в Норфолк, Вирджиния.

## Военна кариера
Доналд Уилямс постъпва на служба в USN след дипломирането си през 1964 г. Обучава се за морски летец в школата в Пенсакола, Флорида, която завършва с отличие през май 1966 г. Зачислен е в бойна ескадрила 113, базирана на атомния самолетоносач Ентърпрайз (CVN-65), оперираща с щурмови самолет A-4 Скайхок. Участва в бойните действия във Виетнам, където извършва 330 бойни полета. През юни 1974 г. завършва школа за тест пилоти. В кариерата си има 6000 полетни часа, от тях 5700 на реактивни самолети. Има 745 приземявания на палубата на самолетонасачи.

## Служба в НАСА
Доналд Уилямс е избран от НАСА на 16 януари 1978 г., Астронавтска група №8. През август 1979 г. завършва общия курс на обучение. Участник е в два космически полета.

### Полети
| Космически полети на Доналд Едуард Уилямс                        | Космически полети на Доналд Едуард Уилямс | Космически полети на Доналд Едуард Уилямс | Космически полети на Доналд Едуард Уилямс | Космически полети на Доналд Едуард Уилямс | Космически полети на Доналд Едуард Уилямс | Космически полети на Доналд Едуард Уилямс |
| №                                                                | Дата                                      | КК                                        | Емблема на мисията                        | Функции                                   | Продължителност                           |                                           |
| ---------------------------------------------------------------- | ----------------------------------------- | ----------------------------------------- | ----------------------------------------- | ----------------------------------------- | ----------------------------------------- | ----------------------------------------- |
| 1                                                                | 12 април 1985                             | „Дискавъри“, мисия STS-51D                |                                           | Пилот                                     | 6 денонощия 23 часа 55 мин. 23 сек.       |                                           |
| 2                                                                | 18 октомври 1989                          | „Атлантис“, мисия STS-34                  |                                           | Командир                                  | 4 денонощия 23 часа 39 мин. 20 сек.       |                                           |
| Сумарно време в космоса – 11 денонощия 23 часа 34 минути 43 сек. |                                           |                                           |                                           |                                           |                                           |                                           |

## Награди
- Медал за отлична служба на Родината;
- Летателен кръст за заслуги;
- Медал за похвална служба;
- Легион за заслуги;
- Въздушен медал с две сребърни и четири златни звезди;
- Медал за похвала с дъбови листа (2);
- Медал за национална отбрана;
- Медал на USN за похвала;
- Медал на USN за забележителна служба;
- Медал за бойни действия във Виетнам;
- Медал за участие във Витнамската война;
- Кръст за храброст;
- Медал на НАСА за участие в космически полет.
- Медал на НАСА за отлична служба.